# Chrysotus idahoensis
Chrysotus idahoensis är en tvåvingeart som beskrevs av Van Duzee 1924. Chrysotus idahoensis ingår i släktet Chrysotus och familjen styltflugor.
Artens utbredningsområde är Washington. Inga underarter finns listade i Catalogue of Life.